# 刘荣男
刘荣男（？—？），是南朝宋武帝刘裕的二女儿，母亲不明，她后来嫁给了王嘏的儿子王偃，生了四个儿子：王藻、王懋、王攸以及王臻，还生了两个女儿王宪嫄、王氏。刘荣男后来被封为吴兴公主，元嘉年间又晋封吴兴长公主。
刘荣男脾气暴躁，经常将丈夫王偃脱光衣服吊在树上鞭打，后来王偃的哥哥王恢到公主府辱骂刘荣男，刘荣男才不打王偃，而此时王偃已经冻了很久。因为范鲁连是公主的外孙，所以其祖父范晔犯罪連帶其父范蔼等人被滿門抄斬时，范鲁连只是被流放到了广州。

## 子女

### 子
- 王藻，王偃长子，东阳太守，尚宋文帝刘义隆的六女儿临川长公主，元徽年间下狱死。
- 王懋，王偃次子。
- 王攸，王偃三子。
- 王臻，王偃幼子。

### 女
- 王宪嫄，嫁宋文帝刘义隆子宋孝武帝刘骏，生宋前废帝刘子业、豫章王刘子尚、山阴公主刘楚玉、临淮公主刘楚佩、皇女刘楚琇、康乐公主刘修明。
- 王氏，嫁范晔之子范蔼，生范鲁连。